# Alexander Zverev
Alexander ("Sascha") Zverev (født 20. april 1997 i Hamborg) er en tysk professionel tennisspiller. I midten af november 2018 var han den yngste spiller i top-10 på herrernes verdensrangliste.
Han er søn af den russiske tennisspiller Alexander Zverev Sr., og storebror Mischa Zverev er ligeledes professionel tennisspiller. I maj 2017 kom han for første gang i top-10 på verdensranglisten. I juni 2022 opnåede han for første gang at være nr. 2 på verdensranglisten. Han blev igen nr. 2 i november 2024 da han vandt Paris Masters. Han har vundet 7 ATP Masters 1000 turneringer som er i niveauet lige under Grand Slam. 
I november 2018 tog han karrierens hidtidige største sejr, da han i London vandt ATP Finals. Zverev havde i slutningen af 2024 vundet 23 ATP-turneringer.
Zverev havde mulighed for at vinde karrierens første grand slam-titel, men blev besejret af østrigske Dominic Thiem i US Open-finalen 2020.
Zverev deltog i OL 2020 (afholdt i 2021) i Tokyo, hvor han stillede op i herredouble og -single. I double spillede han sammen med Jan-Lennard Struff, og denne duo nåede til kvartfinalen. I single tabte han ikke et sæt, før han i semifinalen mødte verdensetteren, Novak Djokovic, der vandt første sæt 6-1, men Zverev vandt derpå de to næste 6-3, 6-1 og var dermed i finalen. Her mødte han russiske Karen Khatjanov, og han sikrede sig guldet med en sejr på 6-3, 6-1.